# Montia
Montia es un género de plantas con flores de la familia  Montiaceae.
Algunos miembros de este género están ahora incluidos en el género Claytonia.

## Taxonomía
Montia fue descrito por Carlos Linneo y publicado en Species Plantarum 1: 87–88. 1753. La especie tipo es: Montia fontana L. 
Etimología
Montia: nombre genérico otorgado en honor de Giuseppe Monti, 1682-1760, botánico italiano.

## Especies
- Montia australasica (Hook. f.) Pax & K. Hoffm.
- Montia bostockii (Porsild) Welsh
- Montia chamissoi (Ledeb. ex Spreng.) Greene
- Montia dichotoma (Nutt.) T.J. Howell
- Montia diffusa (Nutt.) Greene
- Montia fontana L.
- Montia howellii S. Wats.
- Montia linearis (Dougl. ex Hook.) Greene
- Montia parvifolia (Moc. ex DC.) Greene
- Montia platyphylla (Rydb.) Pax & K. Hoffm.
- Montia vassilievii (Kuzen.) McNeill